# Liste der Kulturgüter in Lostallo
Die Liste der Kulturgüter in Lostallo enthält alle Objekte in der Gemeinde Lostallo im Kanton Graubünden, die gemäss der Haager Konvention zum Schutz von Kulturgut bei bewaffneten Konflikten, dem Bundesgesetz vom 20. Juni 2014 über den Schutz der Kulturgüter bei bewaffneten Konflikten sowie der Verordnung vom 29. Oktober 2014 über den Schutz der Kulturgüter bei bewaffneten Konflikten unter Schutz stehen.
Objekte der Kategorie A sind im Gemeindegebiet nicht ausgewiesen, Objekte der Kategorie B sind vollständig in der Liste enthalten, Objekte der Kategorie C fehlen zurzeit (Stand: 13. Oktober 2021).

## Kulturgüter
| Foto |                                                                              | Objekt                                                                                        | Kat. | Typ | Standort                            | Beschreibung |
| ---- | ---------------------------------------------------------------------------- | --------------------------------------------------------------------------------------------- | ---- | --- | ----------------------------------- | ------------ |
| BW   | Datei hochladen · Wikidata zu Kapelle St. Nikolaus und Pfarrhaus (Q29784873) | Kapelle San Nicolao und Pfarrhaus / Cappella di San Nicolao e casa parrocchiale KGS-Nr.: 3071 | B    | G   | Cabbiolo, La Vîla 2 735960 / 132400 |              |
| BW   | Datei hochladen · Wikidata zu St. Georg (Lostallo) (Q3670308)                | Katholische Kirche San Giorgio / Chiesa cattolica di San Giorgio KGS-Nr.: 3072                | B    | G   | Ca d’Magrin 735220 / 130530         |              |